# Бијело дугме
Бијело дугме је југословенска рок група која је више од две деценије била једна од најпопуларнијих група на просторима бивше СФР Југославије. Основана је у Сарајеву 1973. године. Издала је девет албума у периоду од 1974. до 1988. године. Група Бијело дугме је настала из групе Јутро, а ново име је усвојила 1. јануара 1974. Вођа и једини стални члан групе био је гитариста Горан Бреговић, док су се на месту певача мењали Жељко Бебек, Младен Војичић Тифа и Ален Исламовић. У групу су долазили и из ње одлазили из различитих разлога басисти Зоран Реџић, Јадранко Станковић, Санин Карић и Љубиша Рацић, бубњари Ипе Ивандић, Милић Вукашиновић и Ђиђи Јанкелић, и клавијатуристи Владо Правдић и Лаза Ристовски.
Група се распала 1989. године, уз распад СФРЈ, а поново се окупила на опроштајној турнеји 2005. у Сарајеву, Загребу и Београду. Бесплатни концерт код Хајдучке чесме 1977. и опроштајни концерт у Београду 2005. спадају међу најпосећеније концерте на југословенским просторима.

## Историја

### Настанак
Горан Бреговић у детињству није показивао посебно занимање за музику, чак је био избачен из ниже музичке школе као ленштина и неталентован виолиниста. Међутим, кад му је мајка купила прву гитару, почео је вредно да вежба, а ускоро је основао и свој први састав у основној школи. Жељко Бебек је у то доба певао у групи „Кодекси“, једном од познатијих сарајевских састава тог времена. На једном концерту Бебек је запазио Бреговића и препоручио га колегама из групе.
У лето 1969. године Кодекси су отишли на тезгу у дубровачки „Сплендид бар“ где су свирали класичан летњи репертоар за туристе. Ту су од Италијана Рената Пацифика добили понуду да свирају у његовом клубу у Напуљу. Уочи истека првог двомесечног уговора, Бреговић је први пут прешао на соло гитару. Као басиста био је ангажован Зоран Реџић који је у то време свирао у саставу „Чичци“. Зоран је довео и колегу из групе, бубњара Милића Вукашиновића.
Кодекси су до тада свирали у два клуба, држали се комерцијалног репертоара и стекли редовну публику. Милић Вукашиновић је у групу донео утицај група Лед зепелин и Блек сабат, па су две седмице по његовом доласку добили отказ на свим местима на којима су свирали. После отказа у Напуљу једва су преживљавали, а Бебек се након свађе с остатком групе вратио у Сарајево. Остала тројица наставила су да наступају под именом Мића, Горан и Зоран. Крајем године по њих су у Италију дошли Горанова мајка и Зоранов брат Фадил и вратили их кући.
Бреговић се уписао на Филозофски факултет, а у јесен 1971. године гитариста Исмет Арнауталић га је позвао да формирају групу Јутро у којој су се нашли и Зоран Реџић, бубњар Гордан Матрак и певач Златко Ходник.
У Јутру се Бреговић први пут огледао као композитор. Иако годину дана није разговарао с Бебеком, ипак га је позвао када су почетком 1972. године добили термине у студију. Снимили су песму „Патим, ево десет дана“, коју је Бреговић касније уврстио на деби албум Бијелог дугмета. Одмах по снимању сингла, Бебек је отишао на одслужење војног рока, али су остали чекали његов повратак.
Током Бебековог боравка на одсуству снимили су још четири песме: „Кад би' био бијело дугме“, „У суботу мала“, „На врх брда врба мрда“ и „Хоп-цуп“ од којих су се прве две, почетком 1973. године појавиле на синглу у издању Радио Крушевца. Група Јутро издаје сингл 1973. године са песмама „Остајем теби“ на А страни и „Сад те видим“ на Б страни. Незадовољан правцем којим се Јутро кретало, Исмет Арнауталић их је напустио крајем 1972. године и са собом однео право на име групе. Око тог ауторства су се натезали током 1973. године, а тада су групи приступили бубњар Ипе Ивандић, који је пре тога свирао у саставу Рок, и клавијатуриста Владо Правдић, који је стигао из Индекса. Средином године, после свађе, Јутро је напустио и Зоран Реџић, а њега је заменио Јадранко Станковић.
Будући да је у Љубљани већ деловао састав под именом Јутро, а публика их је знала по песми „Кад би' био бијело дугме“, група је 1. јануара 1974. године службено названа Бијело дугме. У то време су у студију сарађивали са Батом Костићем, гитаристом ЈУ групе. Бреговић је касније истицао како је та сарадња веома утицала на његову даљу музичку оријентацију, посебно када је била у питању употреба фолк музике.

### 1974—1977.
Нове снимке „Топ“ и „Ове ћу ноћи наћи блуз“ понудили су тек основаној сарајевској издавачкој кући Дискотон. Тадашњи музички уредник Дискотона Слободан Вујовић их је одбио уз објашњење да су претрпани и да ће морати чекати бар пола године до објављивања сингла. Нестрпљиви, чланови Бијелог дугмета су истог дана потписали петогодишњи уговор са Југотоном. Када су схватили да басиста Јадранко Станковић не одговара, отпустили су га и марта 1974. године позвали назад Зорана Реџића.
Следећи сингл с песмама „Главни јунак једне књиге“ и „Била мама Кукунка, био тата Таранта“ готово истовремено су 1974. године објавили Југотон и Дискотон, јер је Бреговић уговор за сингл потписао и са Дискотоном. Први већи наступ имали су на фестивалу „BOOM“ у Љубљани 10. маја 1974. године, са песмом „Ове ћу ноћи наћи блуз“, када су представљени као нове наде. Тог лета су свирали у хотелу „Кроација“ у Цавтату и припремили материјал за први албум.
Трећи сингл, са песмама „Да сам пекар“ и „Селма“, објавили су 30. августа 1974. године; он је представљао преломни тренутак њихове каријере.
Током септембра свирали су као предгрупа „Југословенској поп селекцији“ Тихомира Асановића, а следећег месеца у љубљанском студију „Академик“ за двадесетак дана снимили су деби албум „Кад би' био бијело дугме“ који је био објављен већ крајем новембра. Пре тога, 9. новембра учествовали су на Скопском фестивалу, где су извели песму Григора Копрова "Една надеж (Једна нада)". У жељи да се уочи изласка свог првог албума што више појављују у медијима, претрпели су „највећу бруку у каријери“, како је касније објашњавао Бреговић. Бебек је лоше певао на македонском, а синдикални фестивал никако није био окружење за њих. Следеће вечери наступили су у београдском Дому синдиката на рођенданској прослави тада легендарне емисије Радио Београда „Вече уз радио“, где су уз Поп машину, Смак и Црне бисере брзо освојили публику.
Загребачки менаџер Владимир Михаљек им је организовао наступ у Сарајеву на опроштајном концерту Корни групе 16. новембра 1974.
Дебитантски албум од самог је почетка имао одличну продају. Био је запакован у провокативан омот с дизајном Драгана С. Стефановића који ће и убудуће дизајнирати омоте њихових плоча. Албум је донео серију песама које је загребачки новинар Дражен Врдољак назвао „пастирски рок“. Песма „Не спавај мала моја музика док свира“ је означила почетак прича о Бреговићевој склоности ка плагијатима, јер је у њој приметан утицај песме Чака Берија „Rock n roll music“.
Михаљек је крајем фебруара 1975. године организовао Конгрес рок мајстора на коме су представљена четворица најбољих домаћих гитариста. Будући да је иза свега стајао Југотон и Михаљекова жеља да прогура Бијело дугме, цела акција је била томе подређена. Незванично, на такмичењу победио је Радомир Михајловић Точак, али како он није био Југотонов извођач, није уврштен у четворку најбољих. Ту су се нашли Ведран Божић из састава Тајм, Јосип Бочек (екс Корни група), Бата Костић и Горан Бреговић. Свако од њих је снимио једну страну на дуплом албуму „Конгрес рок мајстора“ (Југотон 1975). Бреговић се определио да ради са својом групом, а пратио га је и Загребачки гудачки квартет. Ту су се нашле песме „Има нека тајна веза“ (на текст Душка Трифуновића), „И кад прође све, пјеваћу и тад“, „Знам за једно тихо мјесто“ и инструментал „Минијатура за моју мајку“. Четворка је кренула и на турнеју, а пратили су их чланови ЈУ групе, без гитаристе Драгог Јелића који је тада био у ЈНА. У то време Дугме је објавило сингл са песмом „Да ми је знати који јој је враг“, а затим су кренули на исцрпљујућу југословенску турнеју. Већ у пролеће 1975. године важили су за најпопуларнији југословенски састав.
Уочи снимања друге плоче повукли су се у село Борике у Подрињу и почели припремати плочу која је морала потврдити како почетни успех није био случајан. Албум „Шта би дао да си на мом мјесту“ сниман је током новембра 1975. године у лондонском Air Recording студију са енглеским продуцентом Нилом Харисоном. Бас гитару је свирао Жељко Бебек пошто је Зоран Реџић уочи снимања тешко повредио прст леве руке. Текст за насловну песму написао је Душко Трифуновић, а аутор осталог материјала био је Бреговић.
Велики је хит била песма „Тако ти је, мала моја, кад љуби Босанац“, а сјајно су прошле и „Дошао сам да ти кажем да одлазим“, „Не гледај ме тако и не љуби ме више“, и насловна песма. Плоча изразито раскошног паковања продала се у тиражу већем од 200.000 примерака, па су у Југотону измислили назив „дијамантска плоча“ (пошто до тог тренутка ниједан албум није продао у толиком тиражу).
Одмах по објављивању плоче, Бијело дугме је отишло на турнеју по Косову и Македонији. Уместо Зорана Реџића, бас је свирао Мустафа Курталић. Најављен је био велики концерт за Нову годину у београдској Хали спортова уз Поп машину, Булдожер и Код. Иако се интензивно рекламирао, концерт је био без објашњења отказан. Група је била позвана да за Нову годину свира председнику Титу у Хрватском народном казалишту. Дежурни из протокола прекинули су њихов наступ после неколико минута јер су се преплашили гласне музике. Будући да је Зоран Реџић отишао у ЈНА, у групу је стигао Љубиша Рацић, гитариста и вођа групе Формула 4. Рацић је добио улогу привременог басисте, а први задатак била му је југословенска турнеја. У Сарајеву су наступили пред 15.000 људи, а у Београду су три пута продали дворану Пионир што пре њих ником није пошло за руком.
Почетком априла 1976. године чланови групе су се спремали да свирају југословенским исељеницима у САД. Међутим, посумњали су да је у ту организацију умешана и хрватска емиграција па су одустали од концерата, али су ипак отишли у Америку. Тамо су снимили Ивандићев сингл с песмама „Џамбо“ и „Ватра“ и Бебеков с песмама „Милован“ и „Goodbye, America“. У јуну чланови групе су отишли на радну акцију Козара 76 што је био Бреговићев одговор на све критике о прозападној оријентацији. Са акције су се Бреговић, Бебек и Рацић вратили одликовани ударничким значкама. Почетком јесени Ипе Ивандић и Владо Правдић су отишли на одслужење војног рока у ЈНА, а на њихова места су дошли Милић Вукашиновић из Индекса и Лаза Ристовски из групе Смак.
Трећи су албум опет припремали у Борикама. Наслов овог албума требало је да буде „Све се дијели на двоје, на твоје и моје“ по песми Душка Трифуновића коју је својевремено изводила Јадранка Стојаковић. Међутим, Бреговић није стигао да напише музику на тај текст, па је смислио наслов „Хоћу бар једном да будем блесав“. То није одговарало Југотону па је нађена компромисна варијанта „Ето! Баш хоћу!“.
Албум је опет сниман у Лондону, продуцент је опет био Нил Харисон, а бас-гитару је поново свирао Бебек. Албум је објављен 20. децембра 1976. године. На плочи се нашла балада „Сањао сам ноћас да те немам“, као и „Лоше вино“ из репертоара Здравка Чолића (за коју је својевремено музику написао Бреговић, а текст Арсен Дедић), „Ништа мудро“ која тематски подсећа на „It's Only Rock 'N Roll“ Ролингстонса, те фолклором инспирисане „Слатко ли је љубит тајно“ и „Деде, бона, сјети се, де, тако ти свега“. Музички уредник Југотона Синиша Шкарица је албум назвао "последњим делом трилогије", односно последњим албумом који означава прву фазу бенда, док Душан Весић, рок новинар и биограф групе албум описује као "почетак нечег новог", уз речи да је на њему "урбано далеко важније од руралног".
У међувремену је Љубиша Рацић избачен из групе пошто је био незадовољан хонораром. Заменио га је Санин Карић (из групе Тешка индустрија). У априлу 1977. њих петорица отишли су на турнеју по Пољској где су одржали девет концерата. Најављивани као „водећа југословенска група младог поколења“ изазвали су одушевљење публике. По повратку, групи су се прикључили Зоран Реџић, који је одслужио војску и Ипе Ивандић, који је био проглашен привремено неспособним за служење војске.
Југословенска турнеја није текла глатко. Концерте су пратили многи технички проблеми, одзив публике био је мањи, а свађе унутар бенда жестоке. Након прекида турнеје по јадранској обали изгледало је да се група налази пред распадом. Отказани су концерти у Загребу и Љубљани на којима је требало да се сними живи албум. Критике концерата биле су суздржане и групи је први пут после четири године кренуло низбрдо.
По идеји рок новинара Петра Поповића одлучено је да 28. августа 1977. године, као опроштај пред Бреговићев одлазак у ЈНА, одрже бесплатан концерт код београдске Хајдучке чесме. Посета је надмашила све планове организатора. Процене су се кретале од 70.000 до 100.000, но то је у сваком случају био највећи скуп поклоника у дотадашњој историји домаће рок музике. После предгрупа Здраво, Тако и Леб и сол, на позорницу је изашло Бијело дугме, одсвирало успешан концерт и изашло из кризе. Део те атмосфере забележен је у филму Није него редитеља Миће Милошевића. Касније се показало да снимак наступа технички није био добар, па су 25. октобра исте године у сали „Ђуро Ђаковић“ у Сарајеву одрадили још један наступ. Ти су снимци уврштени на албум „Концерт код Хајдучке чесме“. Наслов је био делимично оправдан јер су за плочу користили реакцију публике код Хајдучке чесме.
По завршетку миксовања концертне плоче, Бреговић је отишао у војску у Ниш. Била је то пауза за групу, али не и за њене чланове. Жељко Бебек је објавио соло албум „Скоро да смо исти“, међутим, добио је лоше критике и слаб пријем публике. Лаза и Ипе су у Лондону снимили албум „Стижемо“ који се појавио 10. септембра 1978. године. Понесени својим радом, уз доста тешких речи по штампи, опростили су се од Бијелог дугмета, због чега Дугме није свирало на рок вечери традиционалног сусрета југословенског стваралаштва младих „Младост Сутјеске“ одржаног 11. јуна исте године. Уз образложење да Бреговића нису пустиле војне власти, на Тјентишту су се као посматрачи појавили само Бебек и Реџић. Зато је Бреговић стигао у Сарајево неколико дана касније да на Деветом конгресу Савеза социјалистичке омладине Босне и Херцеговине прими плакету у име групе. Уочи објављивања албума „Стижемо“ ухапшен је Ипе Ивандић због поседовања 3 килограма хашиша. Због специфичног психичког стања, Ивандић је на издржавање казне отишао тек почетком 1981. године.

### 1978—1983.
Бијело дугме се окупило у јесен 1978. године са новим бубњаром Ђиђијем Јанкелићем и повратником Владом Правдићем. Окупља се у Нишкој Бањи, где започиње припреме за нову плочу. Снимање плоче почело је јануара 1979. године у Студију V Радио Београда.
Објављивање албума Битанга и принцеза пратио је низ цензорских интервенција Југотона. Омот Драгана С. Стефановића на којем женска нога удара мушко међуножје оцењен је вулгарним и одбијен. Из песме Ала је глупо заборавит' њен број избачена је псовка Који ми је мој, док је из баладе Све ће то, мила моја, прекрити рузмарин, сњегови и шаш, стих а Христ је био копиле и јад промењен у А он је био копиле и јад. Аранжман за „Све ће то, мила моја, прекрити рузмарин, сњегови и шаш“ написао је Ранко Рихтман (некада члан Индекса), а за „Кад заборавиш јули“ Војкан Борисављевић. На плочи су се поред наведених нашле и песме На задњем сједишту мога аута, Битанга и принцеза, и емотивна балада Ипак пожелим неко писмо. У песмама Све ће то, мила моја, прекрити рузмарин, сњегови и шаш и Кад заборавиш јули групу су пратили симфонијски оркестар и хор. За разлику од претходних, овај албум је у потпуности урбан и лишен утицаја народне музике који су били заштитни знак групе. Иако у основи хард рок као и претходни албуми, донео је нови, другачији звук означивши почетак нове фазе бенда, а поједине песме садрже примесе фанка и диска. Продукцију је опет радио Нил Харисон. Унакажена безличним омотом Југотоновог дизајнера Ивана Ивезића, плоча се појавила средином марта 1979. године и доживела једногласне овације публике и критике. Плоча је тиражно оборила претходне рекорде, продата је у чак 320.000 примерака, а критичари листа „Здраво“ прогласили су је плочом године.
Битанга и принцеза је била увод у велику турнеју са симфонијским оркестром и хором. У Београду су пет пута распродали халу Пионир, а сав приход су уплатили пострадалима од земљотреса у Црној Гори. На великим концертима их је пратио хор „Бранко Крсмановић“ и симфонијски оркестар. На стадиону ЈНА 22. септембра организовали су концерт под називом Рок спектакл ’79. Уз бројне предгрупе: Опус, Сунцокрет, Силуете, Парни ваљак, Генерација 5, Како (касније Пилоти), Прљаво казалиште, ЈУ групу, Револвер, Метак, Бумеранг, окупили су око 70.000 посетилаца. У то време Бреговић је први пут радио музику за филм и то за Личне ствари Александра Мандића. Песме Пристао сам бићу све што хоће (на текст Душка Трифуновића) и Шта је, ту је објављене су и на синглу.
Током 1980. године нови вал је уздрмао југословенску рок сцену. Бреговићев одговор на нови вал је била плоча Доживјети стоту. За продукцију је први пут био задужен Бреговић, што ће касније редовно чинити. У песмама Ха, ха, ха и Трамвај креће Бреговић први пут постаје политички ангажован и до непрепознатљивости мења аранжмане старих песмама у настојању да звуче модерније. Бебек је обријао своје чувене бркове, а читав бенд је скратио косу на „прописану“ панк дужину.
Турнеја започиње 24. фебруара у Сарајеву, а завршава се у загребачком клубу Кулушић где снимају други концертни албум. ЛП је под називом 5. април ’81 штампан у ограниченом тиражу од 20.000 примерака. Сем старих песама, ту се нашла обрада хита Индекса Све ове године. У Београду су те године свирали у више наврата. Поред два промотивна концерта у Пиониру, почетком септембра су се појавили на рок фестивалу Хиподром '81 на Београдском хиподрому (на којем им је предгрупа била тада слабо позната енглеска група Ајрон мејден), а одсвирали су три наступа уочи и после Нове године у хали Пинки. Почетком 1982. године свирали су у Аустрији, у Инзбруку у оквиру манифестације на којој је будући домаћин зимских олимпијских игара био у посети бившем. На повратку су им на царини запленили опрему и одрезали прилично високу казну. Да би се финансијски поткрпили, током јула и августа 1982. године одржали су турнеју по Бугарској на којој су одсвирали четрдесет један концерт. Процењује се да их је током тих месец и по дана видело преко 120.000 људи. Будући да је Ђиђи Јанкелић априла месеца отишао у ЈНА, на турнеји је за бубњевима седео Гарабет Тавитјан, бивши члан групе Леб и сол. По изласку из затвора, у групу се крајем 1982. године вратио Ипе Ивандић.
Почетком 1983. године Бреговић је уз Дугме и песника Душка Трифуновића снимио плочу за децу А милиција тренира строгоћу. Првобитно је било замишљено да на њој пева Сеид Мемић Вајта, али како је он био заузет, ту улогу је обавио дечак Ратимир Боршић Рача.
У фебруару 1983. године група је објавила албум Успаванка за Радмилу М. којим је Бреговић планирао опроштај од публике и да после турнеје расформира групу. Као гост, на снимању је учествовао Влатко Стефановски.
Политички ангажман није изостао ни на овој плочи. Општа ситуација на Косову је била лоша након немира, стога је Дугме снимило Косовску, песму коју је Бебек отпевао на албанском. Успаванка за Радмилу М. укључује серију балада — Ако можеш заборави, Не плачи и инструментал у насловној песми.
Планирано је било да концерт на Београдском сајму 24. априла 1983. буде последњи, али је одзив публике убедио Бреговића да одустане од прекида рада. Бебек је међутим, снимио други соло албум Мене тјера неки враг и дефинитивно напустио групу 23. априла 1984. Последњи концерт са групом Бебек је имао у Олимпијском селу у Сарајеву 13. фебруара 1984.

### 1984—1989.
За новог певача је на препоруку Зорана Реџића изабран Младен Војичић Тифа, до тада члан сарајевског састава Топ, али непознат широј јавности. Бреговић је упражњено место понудио и Алену Исламовићу, али је он, страхујући да би се Бебек ипак могао вратити у Бијело дугме, остао са Дивљим јагодама. Дугме је с Тифом провело лето у Ровињу где су увежбавали нови материјал, а албум се појавио у децембру 1984. године, мада је првобитно најављен за Дан републике. Бреговић је у то време са Здравком Чолићем основао издавачку кућу Камарад, а за дистрибутера нове плоче ангажован је Дискотон. Албум је једноставно назван Бијело дугме, а на омоту је објављена репродукција „Косовке девојке“ Уроша Предића. Првобитан назив албума је био Још увијек нас има, што је по некима двосмислено; с једне стране, протумачен је као одговор на питање шта ће се догодити с бендом по Бебековом одласку - а с друге стране, могао је да изазове одређене асоцијације политичке природе.
Плоча опет представља фолку склоног Бреговића, а гости су Оркестар народних инструмената РТВ Скопље, Ладарице, али и Бора Ђорђевић који с Бреговићем и Тифом пева у Pediculis Pubis и коаутор је текста. Лаза Ристовски, који се на албуму посебно истакао употребом PPG компјутера и waveterm синтисајзера је поново постао пуноправни члан након објављивања албума, поставши кључан за звук групе у њеној последњој фази. Бреговић је на албум уврстио и обраду химне Хеј, Словени. Прерадио је и своју стару песму Шта ћу, нано, драги ми је љут коју је својевремено снимила Бисера Велетанлић уз пратњу ЈУ групе. Уз нови текст и аранжман песма је, под називом Липе цвату, постала највећи хит с нове плоче. Одличан пријем код публике имале су и Падају звијезде (која подсећа на песму Jump групе Ван Хејлен), Лажеш, Да те богдо не волим и Јер кад остариш. Албум је продат у 420.000 примерака.
Због неспремности и честих проблема са гласом, Бреговић је био незадовољан Тифиним наступима на турнеји која се испоставила као врло проблематична. Услед проблема са алкохолизмом и дрогама и свађе са Бреговићем, Тифа је напустио Дугме. Последњи наступ са групом је имао 2. августа на концерту у Москви када су Бијело дугме и Бајага и инструктори представљали Југославију на Светском фестивалу омладине и студената. Тифа је отишао на дослужење војног рока, а касније је ухапшен због поседовања дроге.
Многима се чинило да након Тифиног одласка место новог певача групе преузима Дадо Топић, што је један лист објавио као прворазредну сензацију. Међутим, Бреговић је изјавио да, упркос томе што је Топић био разматран за улогу новог певача, то "никад није био озбиљан разговор".
Нови певач је постао Ален Исламовић који је у међувремену напустио Дивље јагоде, разочаран њиховим неуспесима у Енглеској. Нова плоча требало је да буде најпровокативнија у дискографији групе, али не само због наслова Пљуни и запјевај моја Југославијо. У интервјуу Петру Поповићу 1994. године Бреговић говори о томе како је замислио ову плочу.
Цијела плоча „Пљуни и запјевај, моја Југославијо“ имала је тај неки мали концепт који је требало да буде заокружен, међутим, није се могао остварити. Било је замишљено да се појаве сви државни непријатељи на једном мјесту... Писао сам „Ружица си била“ за Вицу Вукова, мислио сам да ставим на омот Мићу Поповића, хтио сам да пјева Темпо. Али, чим смо кренули у контакт са Вицом Вуковом, Удба је одмах почела да прати менаџера Раку; након састанка са Вицом у Загребу њега су ухапсили на аеродрому у Сарајеву... Ја сам ишао на састанак са Мићом Поповићем, а онда ме молио директор Дискотона, пошто је он знао да ме прате, да се не упуштам у то. Нико није хтио да штампа плочу на којој пјева Вице Вуков, а на омоту има Мићу Поповића.
На омоту се коначно нашла кинеска пропагандна слика која приказује модерни револуционарни плес. Уводна песма на плочи је снимана са партизаном и народним херојем Светозаром Вукмановићем Темпом у пратњи Горана Бреговића и штићеника дома за напуштену децу Љубица Ивезић из Сарајева, који певају стару револуционарну тему Падај сило и неправдо.
Осим политички обојених, ту се нашао и инстант хит Хајдемо у планине и А и ти ме изневјери као и баладе Ноћас је к’о лубеница пун мјесец изнад Босне, Те ноћи кад умрем, кад одем, кад ме не буде, Ружица си била, сада више ниси. Иако су ове песме постигле велики успех код широке публике, старији обожаваоци Бијелог дугмета нису били задовољни гласовним могућностима Алена Исламовића, те су тражили повратак Жељка Бебека.
Занимљиво је да албум представља најтиражније издање у дискографији групе; продат је чак у 570.000 примерака, мада га је већина критичара оценила негативно. Ипак, остао је посебно упамћен сукоб између Бреговића и београдског рок новинара Драгана Кремера, који је приликом гостовања у емисији Мит мјесеца поцепао омот албума што представља један од већих медијских скандала тог периода.
Двоструки живи албум Мрамор, камен и жељезо појавио се крајем 1987. године. Насловна песма обрада је старог хита загребачке групе Роботи, а на плочи се нашло шеснаест песама које дају увид у биографију групе: од првих синглова до последњег студијског албума. Иако је албум представљен као концертни, заправо је добрим делом снимљен у студију Зорана Реџића. Међутим, критике су биле негативне; албум се сматра најгорим концертним издањем икад објављеним у Југославији. Бреговић је објаснио да му "није била намера да прави концертни албум", већ да "остави забележене неке аранжмане", с обзиром на то да је већина песама изведено у новим аранжманима. После турнеје групу је тихо напустио Владо Правдић и посветио се послу с рачунарима.
Крајем 1988. године изашао је албум Ћирибирибела с Ђурђевданом као мега-хитом. Искористивши стих Ђорђа Балашевића А ја нисам с оном коју волим и стару ромску тему, Бреговић је уз пратњу оркестра Феата Сејдића направио песму која се често сматра једним од највећих кафанских хитова. У то време, дошло је до сукоба између Бреговића с једне и Ивандића и Реџића с друге стране, према томе они нису учествовали у снимању албума, па су уместо њих ангажовани бубњар Бајаге и инструктора Влада Голубовић и басиста Ненад Стефановић Јапанац. Поред њих, на албуму су као гости учествовали и Хор српске православне цркве, Прво београдско певачко друштво, клапа Трогир и оркестар Кардијеви из Скопља.
Политичке теме су биле присутне и на овом албуму у виду спајања химне Лијепа наша и песме Тамо далеко. Услед растућег национализма, публика је у Хрватској и Србији жестоко звиждала на извођење овог мултинационалног микса. Ова комбинација је примљена лоше до те мере да је Исламовић био приморан да се у појединим местима крије иза озвучења од летећих објеката публике. Остатак албума чине песме Након свих ових година, Ево заклећу се, Напиле се улице, Ако има бога, Шта има ново.
Почетком 1989. године Бијело дугме је кренуло на двомесечну турнеју. Бреговић је о последњој турнеји изјавио: „Посљедње турнеје се сјећам као врло мучне. Упале се свјетла, а оно препуно српских застава. Као по иронији, сутрадан свирамо у Хрватској. Исто мрак, и из мрака хрватске заставе. Камионе смо имали ишаране са „Србија Über Alles“. Послије то исто у Хрватској. Једва сам чекао да се заврши та турнеја“. После концерта у Дервенти 15. марта 1989, Ален Исламовић мучен боловима у бубрезима је напустио групу и отишао кући у Бихаћ. Турнеја која је требало да траје до 1. априла нагло је прекинута, а група је отказала концерте у Кини и Совјетском Савезу. Прави разлози за распад групе нису никада откривени, али већина људи мисли да је њен распад изазван распадом СФРЈ, јер је група често сматрана за симбол јединства народа Југославије.

### После Дугмета
По напуштању групе, Ален Исламовић је објавио соло албум „Хај, нек’ се чује, хај нек’ се зна“. У пролеће 1990. године излази компилација балада „Након свих ових година“ насталих у периоду од 1983. до 1988. године.
Жељко Бебек се по избијању рата преселио у Загреб и наставио каријеру, Зоран Реџић је отишао у Финску, а Младен Војичић Тифа је тек 1995. напустио Сарајево и отишао у Немачку. Ипе Ивандић се по избијању рата преселио у Београд где је трагично настрадао 13. јануара 1994. године. По неким информацијама, пред смрт је почео да пише аутобиографију.
Горан Бреговић је наставио успешну каријеру као композитор филмске музике коју је започео радовима на филмовима Кудуз и Дом за вешање. Током деведесетих постао је један од најпознатијих европских етно композитора, потписао је уговор с великом издавачком кућом Универзал, и са својим Оркестром за свадбе и сахране наступао је у елитним концертним дворанама. У базилици Сен Дени, на фестивалу названом Од Баха до Бреговића, премијерно је извео ораторијум „Моје је срце постало толерантно“. Лаза Ристовски је наставио да ради као цењени студијски музичар и близак сарадник на Бреговићевим филмским радовима, док се Драган Ђиђи Јанкелић преселио у Холандију и објавио соло албум Нисам знао, на ком се опробао и као певач.
Поводом 20 година од објављивања првог сингла, Радио-телевизија Србије је у марту 1994. године емитовала документарну серију о бенду која се састојала од четири епизоде. У исто време појавио се и компилацијски албум Има нека тајна веза.
Ремастеризоване верзије албума објављене су 2004. године у Србији и Црној Гори у облику бокс сета; првих шест студијских, као и два концертна албума и синглови објављени су у издању City Records, док су последња три студијска и један живи албум објављени у издању Music Star Production.

### Поновна окупљања

#### Турнеја 2005: Сарајево, Загреб, Београд
Бреговић је одбијао идеју о поновном окупљању Бијелог дугмета. У многим интервјуима изричито је негирао сваку могућност да икад више изађе на позорницу као рок гитариста. Долазак новог миленијума и готово светски успех само су потврдили тај његов став.
Ипак, под спонзорством Кока-коле Бреговић је поново окупио групу која је 2005. године одржала спектакуларне опроштајне концерте. Свирали су у Сарајеву на стадиону Кошево 15. јуна, у Загребу на Максимиру 22. јуна и београдском Хиподрому 28. јуна. Бубњеве су свирали Милић Вукашиновић и Драган Ђиђи Јанкелић; Вукашиновић у блоку са Тифом и Аленом, а Јанкелић у блоку са Бебеком. Упркос тешкој болести која је узнапредовала, клавијатуре је поред Владе Правдића свирао и Лаза Ристовски, али уз велика ограничења.
За концерт у Сарајеву, који је одржан пред 60.000 посетилаца, карте су распродате за само десет сати. Концерт одржан на београдском Хиподрому гледало је између 250 и 300 хиљада људи, што представља најпосећенији концерт одржан у Србији. Међутим, критикован је због лошег озвучења, због чега је против организатора концерта и менаџера групе Радомира Раке Марића касније поднета тужба. Материјал са турнеје је објављен на дуплом ЦД-у и ДВД издању Турнеја 2005: Сарајево, Загреб, Београд у издању Марићеве издавачке куће Music Star Production.
Од 2006. до 2010. године, певачи групе су одржали светску турнеју Кад би' био бијело дугме, али као трио под именом Б.А.Т. (Бебек, Ален, Тифа), због чињенице да је већина песама групе ауторско дело Горана Бреговића, који није био заинтересован за учешће на турнеји.

#### ТурнејаКо не полуди, тај није нормалан
Године 2014. је најављена повратничка турнеја поводом 40 година од оснивања бенда. Најављени су концерти на подручју бивше Југославије, Бреговић и Рака Марић били су у потрази су за новим певачем јер Бебек, Тифа и Ален нису прихватали позив за повратничку турнеју. Турнеја никад није одржана, а како клавијатуриста Владо Правдић тврди: "Све је пукло око финансија. Остатак бенда је тражио да једнако поделимо новац од концерата. То Бреговићу није одговарало. Један мој пријатељ рекао ми је да му је Горан казао: "Што да ја неком другом утерујем паре у џепове?".
Међутим, одржана је друга светска турнеја која је трајала годинама — "Ко не полуди тај није нормалан", која је започета концертом у Љубљани 14. јуна. На турнеји су учествовали Горан Бреговић, Ален Исламовић и Младен Војичић Тифа у пратњи Бреговићевог „Оркестра за свадбе и сахране”. На неким концертима (нпр. у Београду и Загребу) придружио им се и тамбурашки оркестар.
Због нових, драстично измењених аранжмана, турнеја је наишла на млаке реакције. Описана као "турбо фолк и јефтини балкански шунд", названа је "реквијемом за Бијело дугме" а концерт у Диселдорфу је описан као "ноћ кад је турбо (трубо) фолк дефинитивно нокаутирао рокенрол".
Милић Вукашиновић је једном приликом изјавио: "Брега је у почетку концерте најављивао као: Брега, Ален и Тифа. Пошто није имао довољно публике, наставио је као "Бијело дугме". У Диселдорфу су их извиждали кад су видели да није оригинална постава. Он може да се зове Горан Макијавели, јер код њега циљ оправдава средство" .
Басиста групе Зоран Реџић такође је изразио незадовољство, с обзиром на то да Бреговић није позвао бившег клавијатуристу Владу Правдића и њега за учешће на турнеји:
„Чак 20 година смо Горан и ја провели заједно. Кад се распало "Дугме", остали смо блиски. Били смо пријатељи, док није почео да ради ово са концертима на којима најављује "Бијело дугме", а у ствари су то он, Тифа Војичић и Ален Исламовић. Бреговић ради нешто што није морално. Осећам се опљачкано и разочарано. Не одговара на моје поруке и позиве. Можда га је стид. Срео сам се са његовом женом Џенаном и питао је зашто ме Горан избегава. Рекла ми је да он мене воли, али да никоме не одговара на поруке. То није тачно. Мени је увек одговарао, и то исте секунде. Он сад има много новца и изгледа да је зато пролупао. Очигледно мисли да је бог. Направио је лепе песме, али и остали чланови групе су улагали у бенд, опрему, осмислили лого... Бреги је битно само да узме лову”
2015. и 2016. године део материјала снимљеног на турнеји је објављен на два ЦД-а у издањима Croatia Records и City Records. Пре објављивања, албум је подељен посетитељима на трећем концерту у Београдској арени. Реч је о снимцима хитова групе у новим аранжманима, који су забележени делом на концерту у пулској Арени, делом током гостовања на Сеоском туризму Ракић у Војаковачком Клоштру, а снимање и микс албума су довршени у београдском студију Камарад под Бреговићевим продуцентским водством.
Такође, поводом 40 година од оснивања бенда на ЛП и ЦД објављен је Box Set Deluxe у издању Croatia Records, који садржи све студијске албуме и синглове групе ремастеризоване у студију Abbey Road у Лондону, што представља један од највећих дискографских подухвата на овом подручју.

#### ТурнејаДоживјети стоту
Крајем 2023. године, најављена је повратничка турнеја групе, и то у рок постави, без Бреговићевог Оркестра за свадбе и сахране за разлику од претходне турнеје.
На турнеји учествују Бреговић, Реџић, Јанкелић, као и Огњан Радивојевић на клавијатурама уместо Правдића и Ристовског који су у међувремену преминули. Од певача групе, на турнеји учествују само Војичић и Исламовић, с обзиром на то да је Жељко Бебек одбио позив за учешће.
С обзиром на то да група обележава 50 година од објављивања првог албума, турнеја ће се одржати у 50 градова, а кренула је у мају 2024. године од концерта у сарајевском Дому младих, док, према речима Алена Исламовића, група припрема и нови албум, прво студијско издање након албума Ћирибирибела из 1988. године.

## Утицај
Бијело дугме је била најпопуларнија рок група у бившој Југославији, али је истовремено имала и своје критичаре. Негативне критике су биле упућиване на мешање рок музике са народном музиком. Са друге стране, музички новинар Петар Поповић Пеца сматра да је Бреговић само правио комуникативну музику и да га није било срамота да призна одакле долази.
У рок документарцу „Сретно дијете“ из 2003. Јасенко Хоура, гитариста Прљавог казалишта је изјавио да „шта год да је Бијело дугме радило, и сви остали су радили”.
Бијело дугме још увек има велику армију обожавалаца: њихови концерти из 2005. у Сарајеву (стадион Кошево) и Загребу (стадион Максимир) су распродати за неколико сати. Концерт на београдском хиподрому је привукао око 200.000 обожавалаца, и најпосећенији је концерт у Београду.
Песме Бијелог дугмета су обрадили аутори: Иги Поп (Хајдемо у планине — Get the Money), Нервозни поштар (Не спавај мала моја), Моби дик (На задњем седишту мога аута).

## Дискографија
| Година           | Назив                                                                        | Издавач                         |
| ---------------- | ---------------------------------------------------------------------------- | ------------------------------- |
| Студијски албуми |                                                                              |                                 |
| 1974.            | Кад би' био бијело дугме                                                     | Југотон                         |
| 1975.            | Шта би дао да си на мом мјесту                                               | Југотон                         |
| 1976.            | Ето! Баш хоћу!                                                               | Југотон                         |
| 1979.            | Битанга и принцеза                                                           | Југотон                         |
| 1980.            | Доживјети стоту                                                              | Југотон                         |
| 1983.            | Успаванка за Радмилу М.                                                      | Југотон                         |
| 1984.            | Бијело дугме                                                                 | Камарад — Дискотон              |
| 1986.            | Пљуни и запјевај моја Југославијо                                            | Камарад — Дискотон              |
| 1988.            | Ћирибирибела                                                                 | Камарад — Дискотон              |
| Концертни албуми |                                                                              |                                 |
| 1977.            | Концерт код Хајдучке чесме                                                   | Југотон                         |
| 1981.            | 5. април '81.                                                                | Југотон                         |
| 1987.            | Мрамор, камен и жељезо                                                       | Камарад — Дискотон              |
| 2005.            | Турнеја 2005: Сарајево, Загреб, Београд                                      | Music Star Production           |
| 2015.            | Ко не полуди тај није нормалан — 40 година Пула                              | Кроација Рекордс                |
| 2016.            | Ко не полуди тај није нормалан                                               | Кроација Рекордс — Сити рекордс |
| Синглови         |                                                                              |                                 |
| 1974.            | Топ / Ове ћу ноћи наћи блуз                                                  | Југотон                         |
| 1974.            | Главни јунак једне књиге / Била мама Кукунка био тата Таранта                | Југотон                         |
| 1974.            | Главни јунак једне књиге / Авантуре малог Ју Ју                              | Дискотон                        |
| 1974.            | Да сам пекар / Селма                                                         | Југотон                         |
| 1975.            | Да ми је знати који јој је враг / Блуз за моју бившу драгу                   | Југотон                         |
| 1975.            | Има нека тајна веза / И кад прође све, пјеват ћу и тад                       | Југотон                         |
| 1975.            | Не гледај ме тако и не љуби ме више / Све ћу да ти дам, само да заиграм      | Југотон                         |
| 1975.            | / Да сам пекар                                                               | Југотон                         |
| 1976.            | Милован / Goodbye America                                                                   | Југотон                         |
| 1976.            | Тако ти је мала моја кад љуби Босанац / Не спавај мала моја музика док свира | Југотон                         |
| 1976.            | Ето! Баш хоћу! / Дошао сам да ти кажем да одлазим                            | Југотон                         |
| 1976.            | Химна листа Здраво                                                           | Југотон                         |
| 1976.            | Ипе Ивандић и Бијело Дугме — Џамбо / Ватра                                   | Југотон                         |
| 1979.            | Битанга и принцеза / Деде, бона, сјети се, де тако ти свега                  | Југотон                         |
| 1979.            | Пристао сам, бићу све што хоће / Шта је ту је                                | Југотон                         |
| 1980.            | Добро вам јутро Петровић Петре / На задњем сједишту могa аута                | Југотон                         |
| 1981.            | Playing the part / Доживјети стоту                                           | Југотон                         |